# Дедгюм
Дедгюм (нід. Dedgum) — село в нідерландській провінції Фрисландія. Входить до муніципалітету Південно-Західна Фрисландія.
Його площа становить 1,53км², а населення станом на 2021 рік складало 85 осіб.
Перша згадка про населений пункт датується 855 роком.

## Галерея

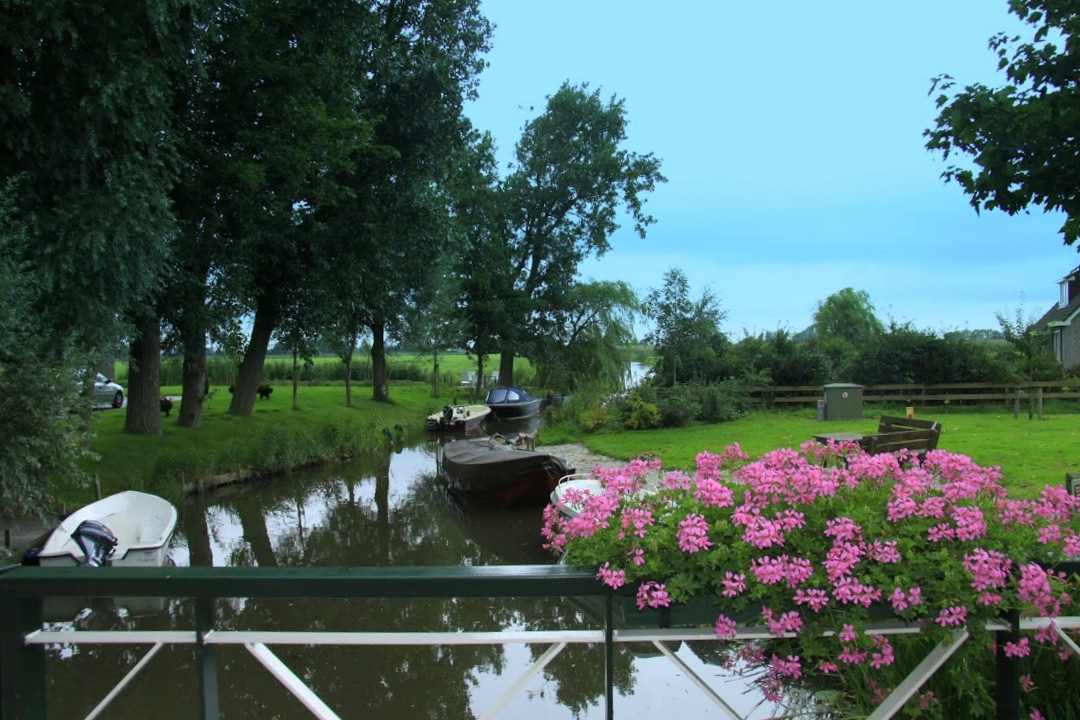
Вид на канал
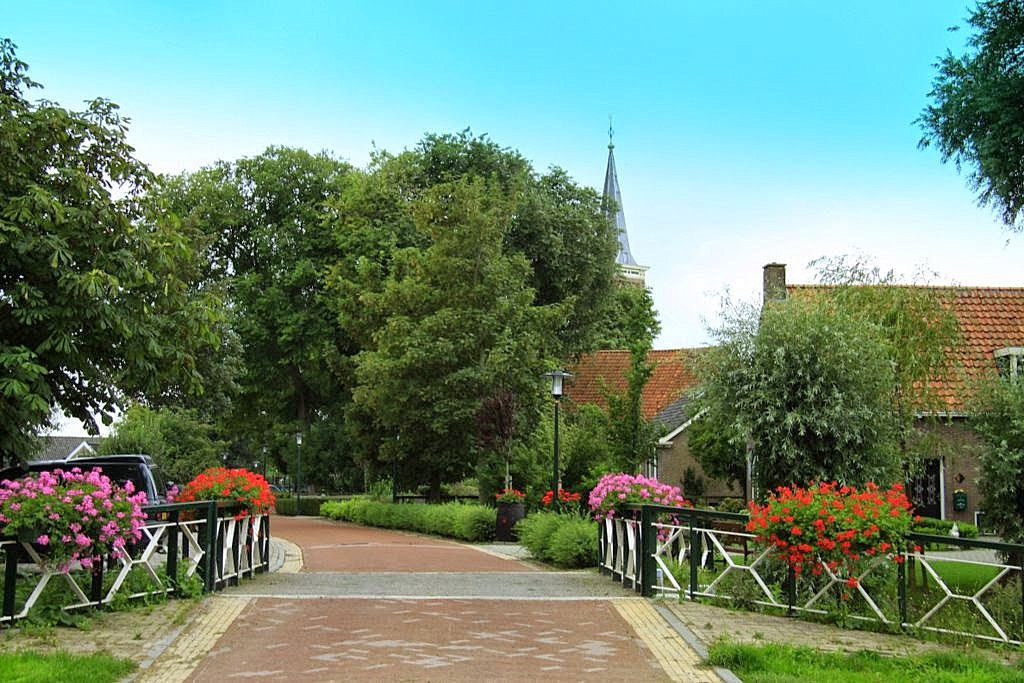
В'їзд до села
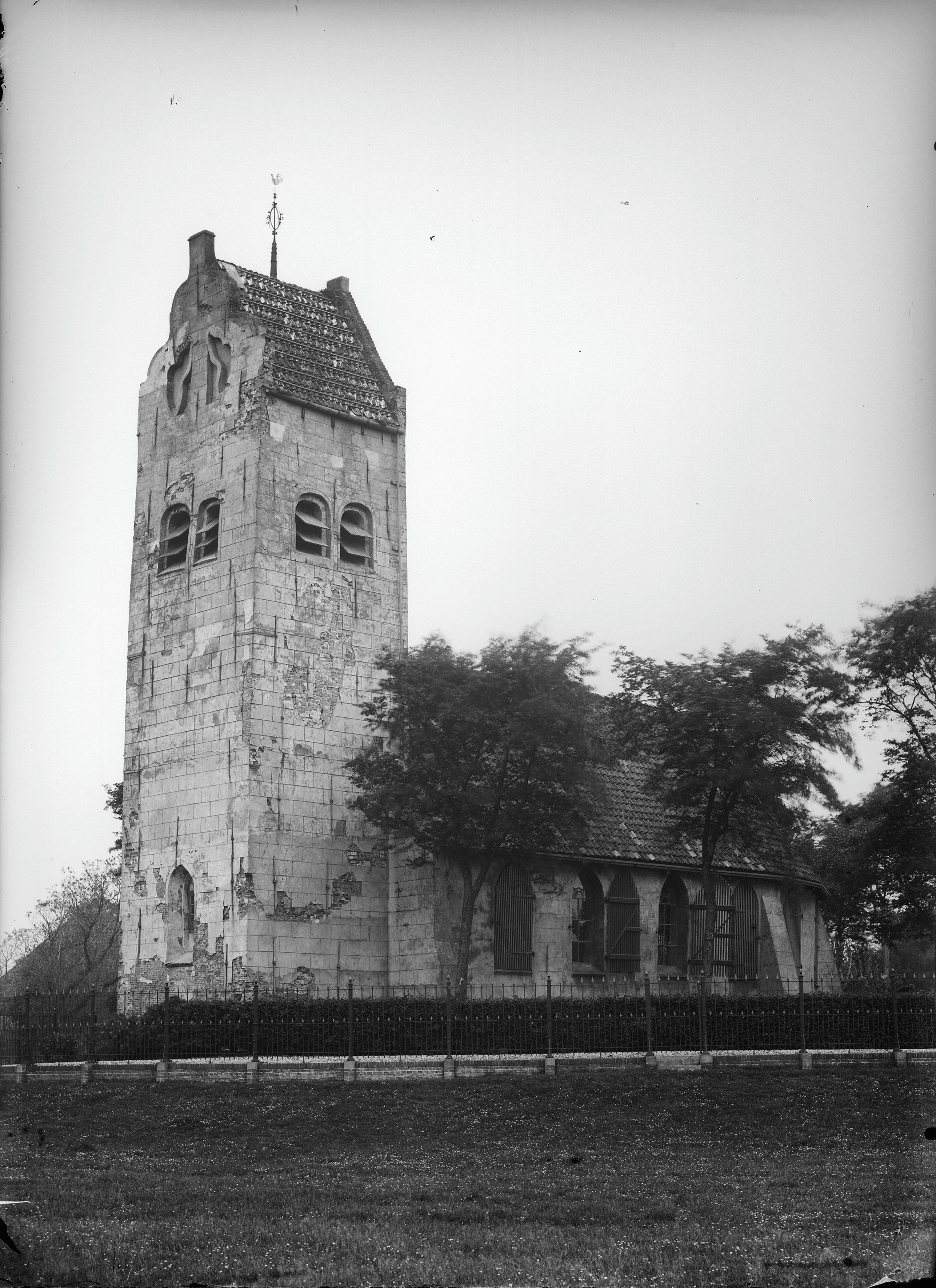
Стара церква у селі (1889)